# جامعة سنترال ميشيغان
جامعة سنترال ميشيغان (بالإنجليزية: Central Michigan University)‏ هي جامعة، ومؤسسة تعليمية عامة في الولايات المتحدة، تأسست في 1891، في الولايات المتحدة.